# Andreas Gielchen
Andreas Gielchen (* 27. Oktober 1964 in Eschweiler; † 3. Februar 2023 ebenda) war ein deutscher Fußballspieler.

## Karriere
Kurz vor seinem neunten Geburtstag wurde Gielchen Mitglied bei der Eschweiler Sportgemeinschaft. Dort schaffte er es in die Kreis- und die Mittelrheinauswahl. Er wechselte 1979 zu Alemannia Aachen. Im Jahr darauf erhielt er Angebote von Bayer 04 Leverkusen, Borussia Mönchengladbach und dem 1. FC Köln, bei dem er nach einem Besuch eines Heimsieges von Köln gegen Bayern München am selben Tag unterschrieb. 1983 erreichte er mit den A-Junioren des 1. FC Köln unter Trainer Christoph Daum das Finale der deutschen A-Jugend-Meisterschaft, welches jedoch mit 0:2 Toren gegen Eintracht Frankfurt verloren wurde.
Unter Trainer Rinus Michels debütierte Gielchen 1983 in der Bundesliga. Der Verteidiger schaffte es nie, sich langfristig in die Stammformation des 1. FC Köln zu spielen, obwohl seine Leistungen immer solide waren. Gegen die damaligen Stammverteidiger Paul Steiner, Gerd Strack und Matthias Hönerbach konnte er sich nicht durchsetzen. Dennoch war er bei einem der größten Erfolge des 1. FC Köln dabei: 1986 im UEFA-Cup-Finale gegen Real Madrid. Es ging jedoch mit 1:5 und 2:0 verloren. In seiner Zeit arbeitete er mit Trainern wie Johannes Löhr, Georg Keßler und Erich Rutemöller zusammen.
1991 wechselte er für drei Jahre zum MSV Duisburg. Sein Vertrag wurde nach einem Bandscheibenvorfall nicht verlängert. Nach erfolgloser Vereinssuche ließ Gielchen sich reamateurisieren und wechselte zurück zu Alemannia Aachen, wo er Mittelrheinpokalsieger wurde. Anschließend folgten zwei Jahre bei der SSG Bergisch Gladbach 09, wo er für seinen ehemaligen Mannschaftskameraden Harald Konopka auflief sowie Stationen bei niederklassigen Mannschaften in Alsdorf und Verlautenheide.
Gielchen wohnte im Langerweher Ortsteil Hamich.
Nach kurzer, schwerer Krankheit starb Gielchen am 3. Februar 2023.

## Statistik
- 1 U21-Länderspiel für Deutschland
- 1. Bundesliga
131 Spiele; 2 Tore 1. FC Köln
38 Spiele MSV Duisburg
- 2. Bundesliga
20 Spiele MSV Duisburg

## Erfolge
- 1986 UEFA-Cup-Finale
- 1989 Deutscher Vize-Meister
- 1990 Deutscher Vize-Meister
- 1991 DFB-Pokal-Finale
- 1994 Mittelrheinpokalsieger 1994